# Álvaro Luís Bocaiuva Catão
Álvaro Luís Bocaiuva Catão (Imbituba, 28 de janeiro de 1920 — 4 de julho de 2000) foi um engenheiro e político brasileiro.

## Vida
Filho de Álvaro Catão e de Luísa Amélia Torres Bocaiuva Catão. Casou com Lourdes Catão. Pai de Theodora Pires Catão e Germana Lins Catão.

## Carreira
Foi deputado à Câmara dos Deputados na 42ª legislatura (1963 — 1967).
Foi senador por Santa Catarina, como suplente convocado (1967 — 1970).